# Осипчук Володимир Семенович
Володи́мир Семе́нович Осипчу́к (відомий також як Володимир Осипчук-Скоровода, Володимир Скоровода; 9 листопада 1949 р., с. Селезенівка Сквирського району Київської області — 16 червня 2024) — поет, публіцист, журналіст, пісняр, член Національної спілки письменників України з 1995 р., академік Української міжнародної академії оригінальних ідей.

## Життєпис
Навчався в Київському університеті ім. Т. Шевченка, закінчивши механіко-математичний факультет в 1975 р. та радіофізичний факультет цього ж університету в 1980 р. Працював у конструкторському бюро київського заводу «Арсенал», всеукраїнському православному виданні «Наша віра», тижневику «Край», щорічнику «Ідея» міжнародної Академії оригінальних ідей, видавничо-виробничій фірмі «Котигорошко», газеті «Киевские ведомости», газеті «Магістраль», фірмі «Еко-авто-титан», журналі «Надзвичайна ситуація» Міністерства надзвичайних ситуацій.

## Творчий доробок
В. С. Осипчук писав під псевдонімами Володимир Осипчук-Скоровода, Володимир Скоровода.
Автор восьми книг:
- Дерево Роду: 1990, Київ, «Молодь»;
- Вістина: 1996, Київ, «Хрещатик», ISBN 5-77-07-0333-4;
- О милий Боже України!: 2006, Київ, ISBN 966-608-642-5;
- Устань у Сварзі: 2008, Київ, видавничий центр «Просвіта», ISBN 978-9662133-06-6;
- Гора Ора: 2010, ISBN 978-966-1635-07-3;
- Воля Перуна: 2011, Київ — Кам'янець-Подільський, ISBN 978-966-1635-07-3;
- Родень: 2016, Київ — Кам'янець-Подільський, ISBN 978-966-2771-91-6;
- Небилон: 2019, Київ, ТОВ «Юрка Любченка».

Публікувався в газетах «Літературна Україна», «Молодь України», «Вечірній Київ», «Киевские ведомости», «Надзвичайна ситуація» як поет, критик, журналіст.
Автор слів дванадцяти пісень, написаних у спілці з композитором Володимиром Ілемським чи композитором Василем Волощуком. Пісні «Берегиня Оранта» та «Розмова з собою» у виконанні Заслуженого артиста України Василя Волощука стали переможницями конкурсу «Наша пісня» в 2011 році, який проводить перша програма Українського радіо.
У 1999 році започаткував і проводив всеукраїнські Поліщуківські читання «Катастрофи в суспільстві, духовності та природі» в пам'ять про вченого-біолога Віталія Поліщука, засновника лабораторії біогеографії Інституту зоології НАН України, творця історичної біогеографії, катастрофіста.

## Нагороди
Нагороджений медаллю «У пам'ять 1500-річчя Києва» (1982 р.)